# Баскаков Анатолій Олексійович
 Анато́лій Олексі́йович Баска́ков — (*3 грудня 1908) — грузинський композитор, заслужений діяч мистецтв Грузинської РСР (з 1969). Член КПРС з 1946.
1926 року закінчив Тифліський рахівницький інститут. У 1929—1932 роках навчався у Другому музичному технікумі Тифлісу. Викладачем по класу композиції був Ш. М. Мшвелидзе. Працював у Грузинській філармонії у 1940—1952 роках. Грав на піаніно та акордеоні. 
Серед творів:
- Опера "Пепо" (1959)
- Сюїта для оркестру "Танцювальна" (1956)
- Сюїта для оркестру "Тбіліська" (1966)
- Поема "На цілинних землях" (1954)
- 3 марші для духового оркестру (1953)
- Танець Картулі (1956)

Також автор музики до близько 200 естрадних пісень та романсів
Написав музику до «Заповіту» та романс «Якби зустрілися ми знову» на слова Тараса Шевченка (обидва твори 1954, в перекладі К. Лордкіпанідзе).